# Toyota Caldina
Toyota Caldina - samochód produkowany przez Toyotę. Wprowadzony do produkcji na rynek japoński w 1992 roku. Zastąpił on model Carina Surf. Caldina nigdy nie została oficjalnie eksportowana przez Toyotę poza Japonię. Samochód dzięki dobrym właściwościom terenowym i napędowi AWD stał się popularny w Australii, Nowej Zelandii, Rosji i wielu krajach Ameryki Południowej.

## 1. generacja (1992–1997)
Oryginał Toyota Caldina był 5-drzwiowym kombi. Na rynek wprowadzona została też wersja van (1992–2002) i 4-drzwiowy sedan o nazwie Corona. Kombi ma niezależne zawieszenie.

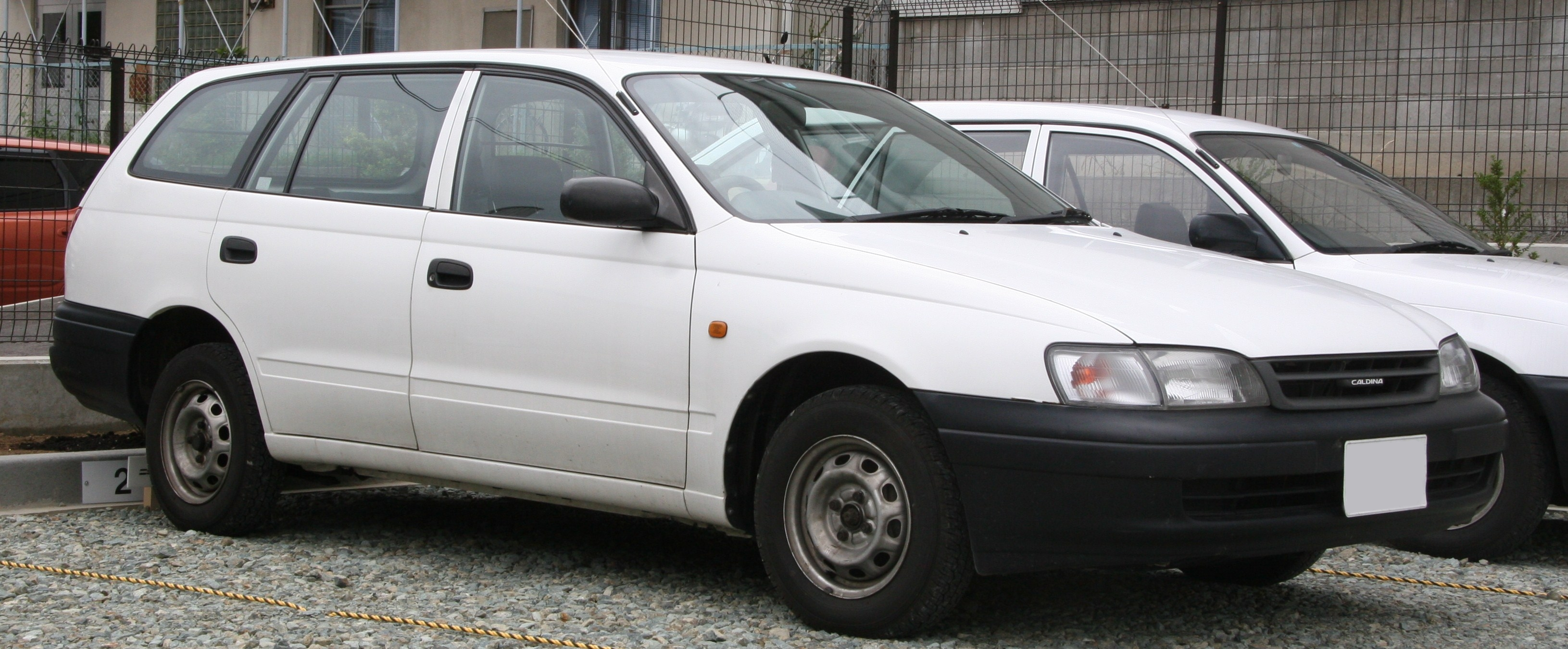
Toyota Caldina van (wczesny model)

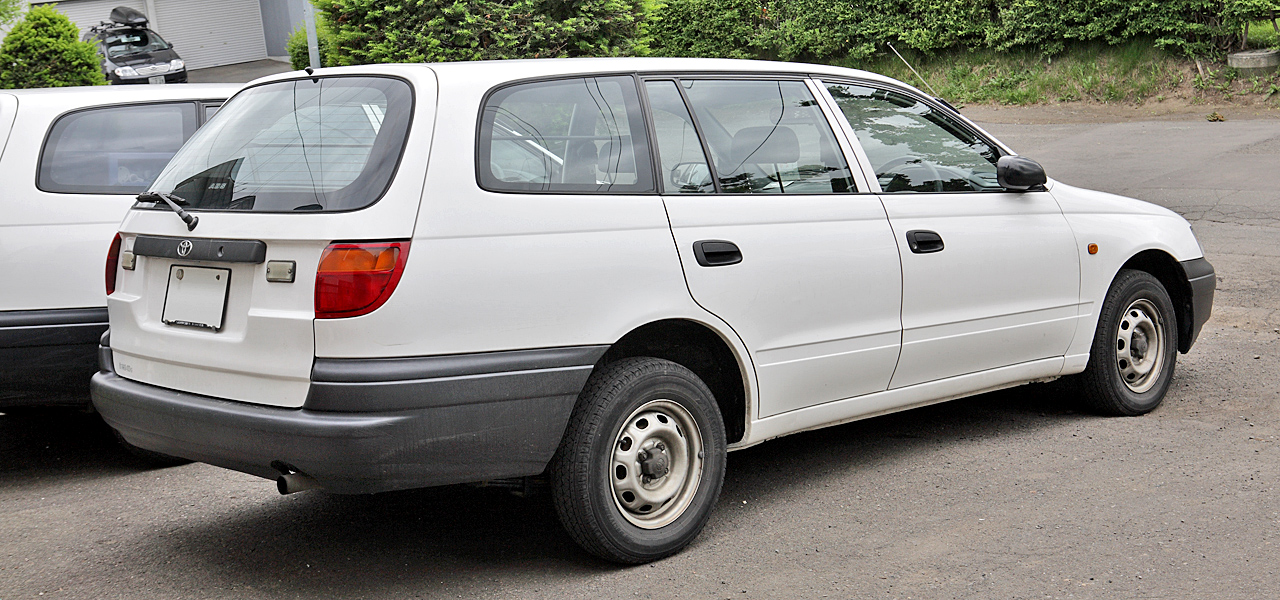
Toyota Caldina van (wczesny model)

## 2. generacja (1997–2002)

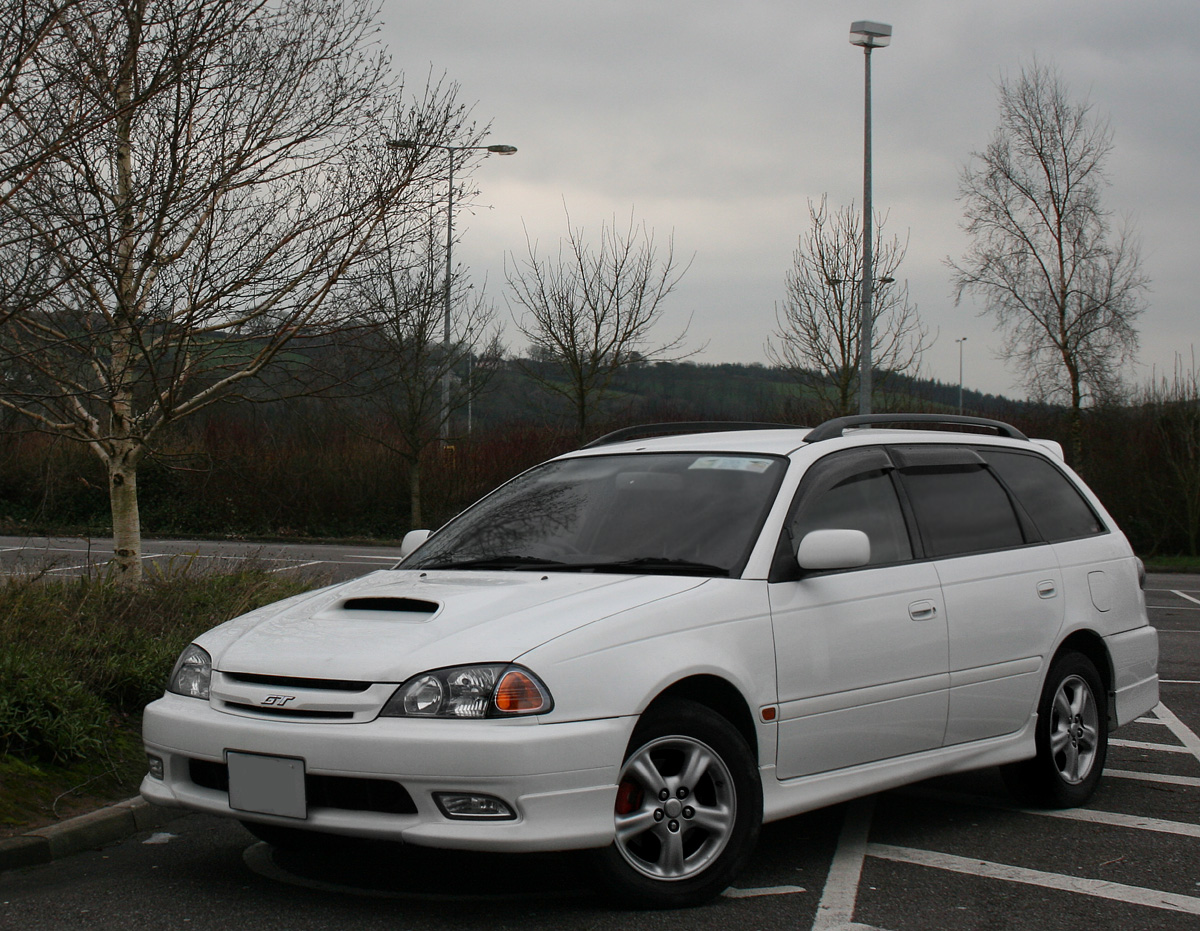
2000 Toyota Caldina GT-T (późniejszy model)

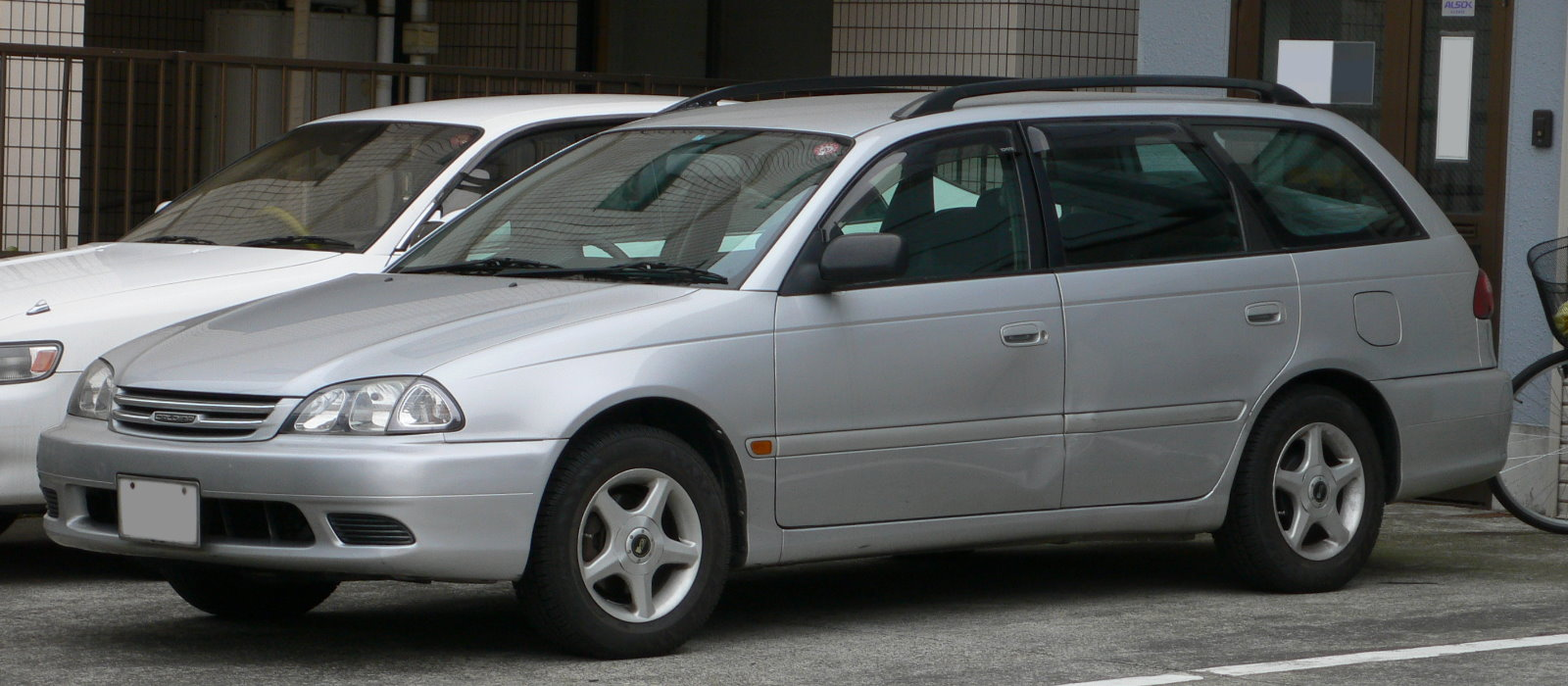
2000 Toyota Caldina 2.0E (późniejszy model)

Modele AWD są kodowane i są oferowane jako Active GT Sport z silnikiem. Modele GT-T występowały z turbodoładowaniem 260 KM. Modele GT-T również występowały z możliwością elektronicznej kontroli stabilności (VSC). Caldina GT-T oferuje podobną wydajność co Subaru WRX i osiąga przyśpieszenie 0-100 km/h w 7 sekund. Samochód przeszedł lifting w 2000 r. w którym wystąpiły nowe zderzaki i lampy, wnętrze samochodu było lepiej wyposażone niż przed liftingiem.

## 3. generacja (2002–2007)

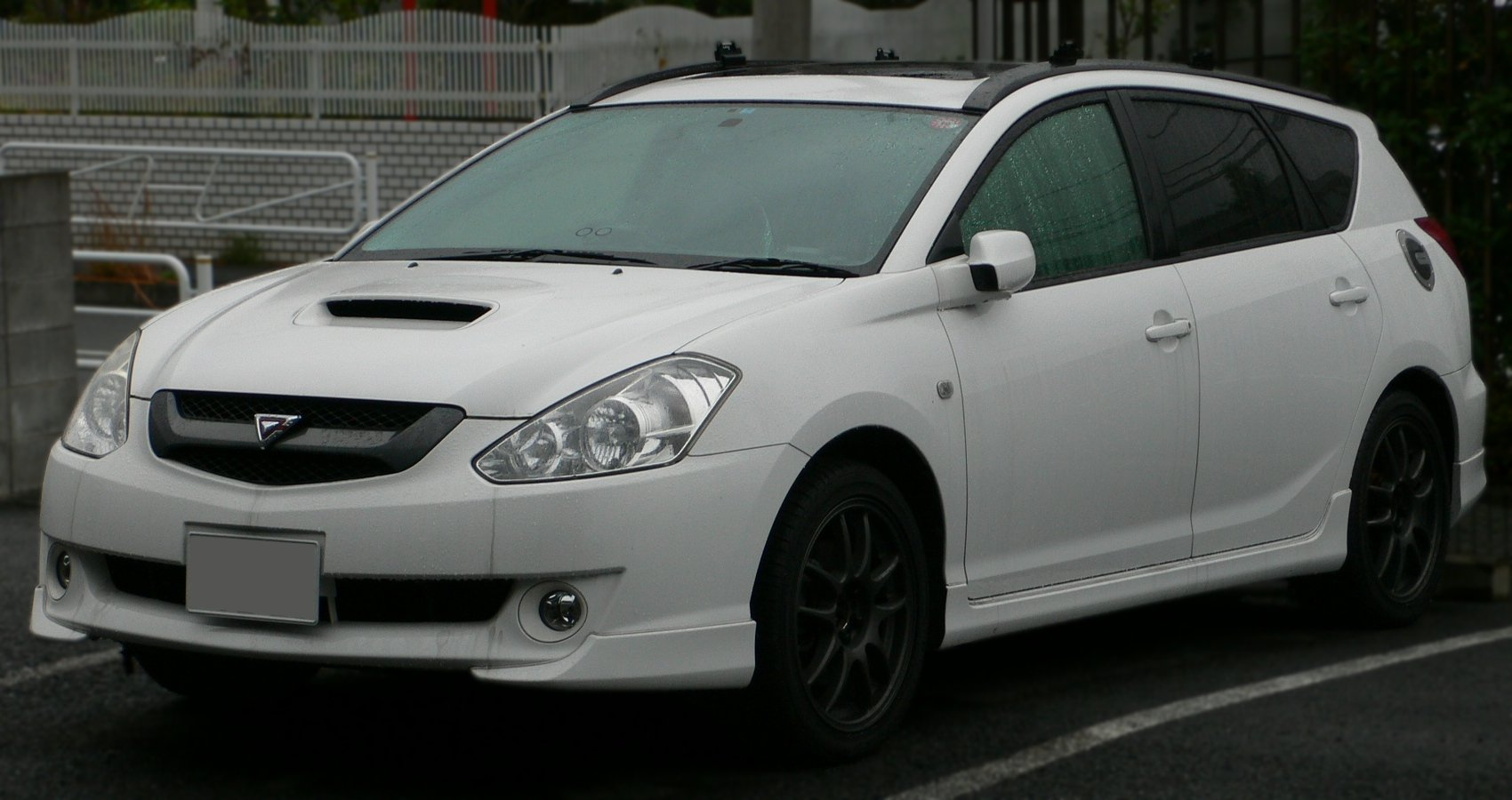
2002 Toyota Caldina GT-4 (wczesny model)

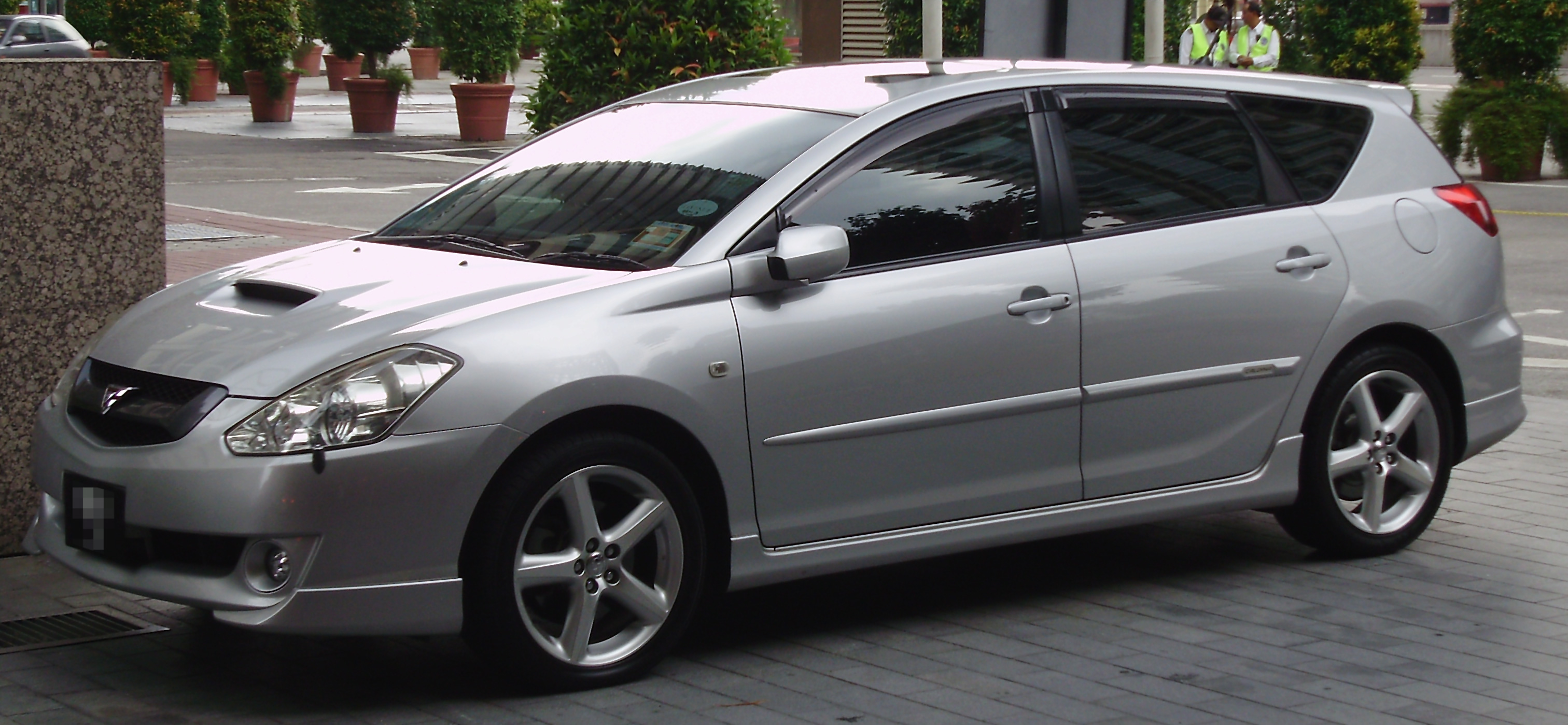
2002 Toyota Caldina GT-4 (wczesny model)

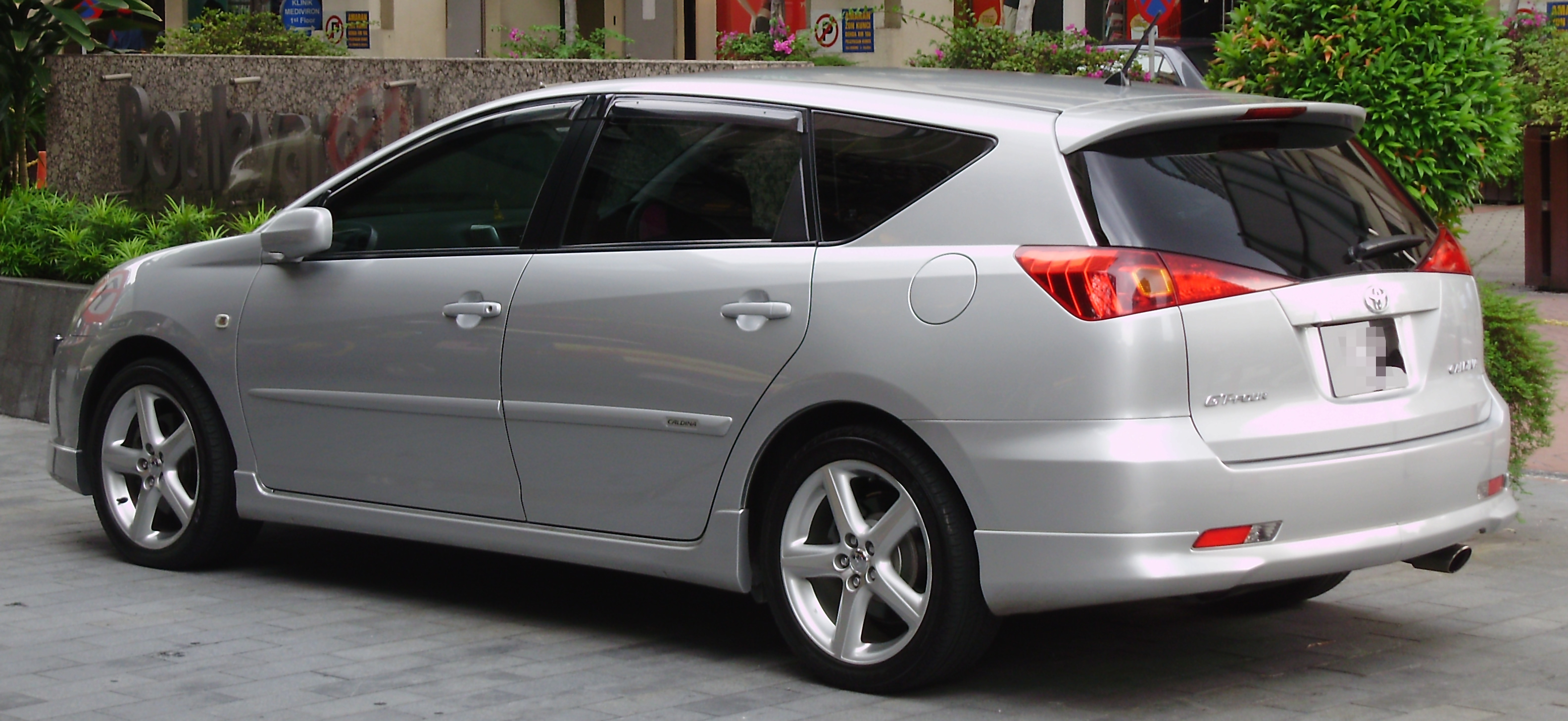
2002 Toyota Caldina GT-4 (wczesny model)

Zupełnie nowa Caldina ukazała się we wrześniu 2002 r. Silnikami modelu Caldina są: 1,8 litrowy, 2,0 litrowy, lub 2,0 litrowy turbo. Wszystkie modele mają automatyczną skrzynię biegów i w elektroniczny układ hamulca ręcznego.
Caldina GT-4 jest również powszechnie dostępne z importu samochodów w Malezji.
Produkcja 3. generacji modelu Caldina została zakończona w 2007 roku.